# Меди (певец)
Меди е български попфолк певец и музикант.

## Биография
През март 2019 година издава песента „Само да те питам“ по текст на Анастасия Мавродиева, а музиката е негова в съавторство с Александър Асенов.
През септември 2019 е премиерата на дуета с Dessita – „Мама не дава“.
На 21 ноември 2019 излиза песента „Зарязан“. Тази песен е по действителен случай.
През декември 2019 г. е премиерата на дуета с Ваня – „Параноя“ в ефира на Планета ТВ и в официалния канал на „Пайнер“ в YouTube – PlanetaOfficial.
На 12 февруари 2020 г. излиза песента, озаглавена „Майната ти, Св. Валентин“, която е дует с Константин с който дълго време са на първо място в класациите.

## Награди
| Година | Получател          | Награда            | Връчител                                            |
| ------ | ------------------ | ------------------ | --------------------------------------------------- |
| 2019   | „Само да те питам“ | BestHit            | Награди на FolkPlus                                 |
| 2020   | Меди               | Певец на годината  | Награди на FolkPlus                                 |
| 2020   | „Не, мерси“        | Песен на годината  | Награди на FolkPlus                                 |
| 2020   | „Да си тук“        | Балада на годината | Награди на FolkPlus                                 |
| 2021   | Меди               | Певец на годината  | Награди на FolkPlus                                 |
| 2021   | „Скандал“          | Клип на годината   | Награди на FolkPlus                                 |
| 2021   | „Скандал“          | Кавър на годината  | Награди на FolkPlus                                 |
| 2024   | Меди               | Попфолк изпълнител | Първи годишни музикални награди на радио „Веселина“ |